# Zhuwei
Zhuwei est un village traditionnel du district de Dayuan (ou Tayuan) et qui appartient à la ville de Taoyuan, à Taiwan. Le village est situé dans le nord-est du district.   
La partie nord-ouest fait maintenant partie de l'aéroport international Taiwan-Taoyuan. 

## Histoire
De la fin de la dynastie Qing au début de la domination japonaise, la région de Zhuwei était un village rural, appelé "Bamboo",. 